# Праснышская операция
Праснышская операция — одно из сражений на Восточном фронте Первой мировой войны, происходившее с 15 февраля по 3 марта 1915 года.
В связи с переходом на Западном фронте к позиционной войне и отсутствием перспективы быстрого разгрома противника на этом фронте германское верховное командование после некоторой внутренней борьбы окончательно выбрало Восточный фронт как главный театр войны на 1915 год.

## Обстановка перед сражением
Соотношение сил перед сражением было следующим: перед укреплёнными позициями немцев по реке Ангерапу и Мазурским озёрам остановилась 10-я русская армия, имевшая 15 пехотных дивизий против 8 немецких. На левом берегу реки Вислы после упорных боёв 1-я, 2-я и 5-я русские армии (33 пехотные дивизии) заняли позиции за pеками Бзура и Равка. Против этого участка русского фронта находилась 9-я германская армия (25 пехотных дивизий). Согласно плану командующего Северо-Западным фронтом генерала Рузского, 12-я русская армия генерала Плеве была развёрнута на линии Нижнего Бобра и Нарева до реки Оржиц, а 1-я армия генерала Литвинова, снятая с левого берега Вислы, — на линии Прасныш — Цеханув — Плоцк.
Против русских 12-й и 1-й армий на Нижнем Нареве действовала германская армейская группа Гальвица (8-я и 12-я армии). Русское главное командование под давлением Антанты вновь поставило перед войсками задачу — овладеть Восточной Пруссией. Основной удар намечалось нанести с фронта Пултуск — Остроленка в направлении Сольдау, Ортельсбург, то есть во фланг 10-й германской армии. Для этой цели была сформирована новая, 12-я армия генерала Плеве. Германское командование было осведомлено о плане русской Ставки одновременного наступления в Восточной Пруссии и наступления в Венгрию. Пользуясь преимуществом лучшей системы коммуникаций, оно решило предупредить противника и наметило нанесение контрудара с целью глубокого охвата русского фронта с обоих флангов — с севера и с Карпат — и захватить инициативу в свои руки. Праснышская операция стала северным участком германских «клещей».
В феврале 1915 года немцы начали наступательную операцию против 10-й русской армии, в результате которой не только сорвало готовившийся русским командованием удар в Восточную Пруссию, но оттеснило 10-ю армию из этого района, окружив при этом в Августовских лесах 20-й русский корпус и пленив его остатки. В связи с создавшейся обстановкой особенное значение приобрела Праснышская операция, развернувшаяся на Млавском направлении, сразу же вслед за февральской операцией в Восточной Пруссии.
Целью Праснышской операции со стороны немцев являлось прочное удержание линии Влоцлавск — Млава — Иоганнесбург — Осовец, а также, используя и прибывающий 1-й резервный корпус, отвлечь значительные силы русских, нанеся удар на Прасныш с тем, чтобы воспрепятствовать переброске сил на поддержку 10-й армии. Русское командование ставило себе задачей сосредоточить на линии Ломжа — Прасныш — Плоцк 12-ю и 1-ю армии и наступать на Сольдау и далее в Восточную Пруссию. Но задуманная русским командованием идея глубокого вторжения в Восточную Пруссию была сорвана германским наступлением из Восточной Пруссии и поражением 10-й русской армии.

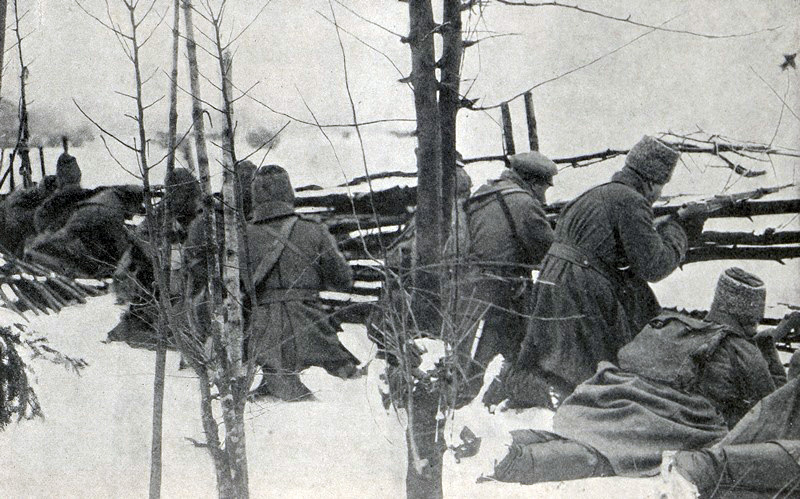
Оборона предместья Прасныша

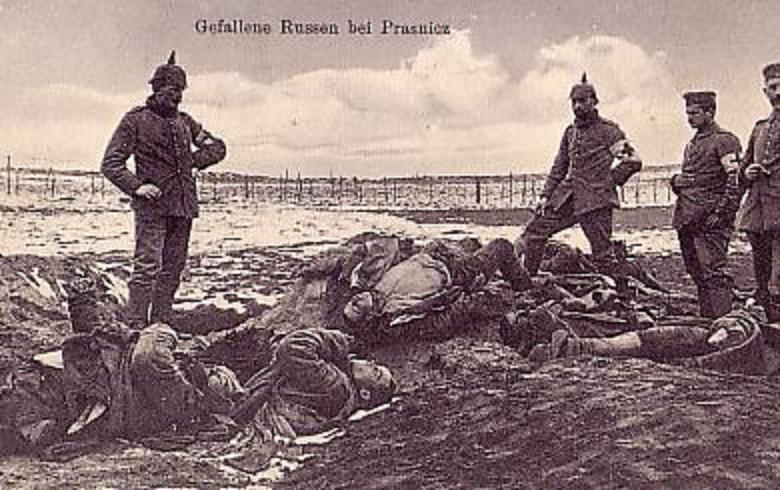
Открытка полевой почты. Русские солдаты, погибшие под Праснышем, 1915 год.

К началу Праснышской операции немцы располагали следующими силами: армейская группа генерала Гальвица в составе: 4 корпуса и 2 кавдивизии. Армейская группа Гальвица располагала сильной тяжёлой артиллерией. На стороне русских в начальном этапе в Праснышской операции приняли участие войска 1-й армии: 3 корпуса и 9½ кав. дивизий. Таким образом, в начале операции немцы имели превосходство в пехоте. Если же учесть, что русские армии имели большой некомплект личного состава, испытывали «снарядный голод» и располагали малочисленной артиллерией, то преимущество явно было на стороне немцев.
Непосредственно на Млавском (Праснышском) направлении действовали 2 немецких корпуса (корпус Цастрова и 1-й рез. корпус), части 20-го корпуса или всего 2½ корпуса; у русских же — Туркестанский корпус и 63-я пех. дивизия, то есть немцы имели двойное превосходство. В конце операции на стороне русских приняли участие 1-й и 2-й Сибирские корпуса, что изменило соотношение сил сторон на Праснышском направлении и давало некоторое превосходство русской армии (5 русских корпусов против 4 германских).

## Ход сражения

### Первый этап (с 15 по 20 февраля)
Начиная с 10 февраля германский корпус генерала Дихгута и 1-я гвардейская резервная дивизия наступали в направлении Дробин, Рационж. Стоявшие на русском левом фланге конница Эрдели и 1-й конный корпус отошли к реке Скрве на юго-восток. Сюда были направлены, кроме уже действовавшего здесь 1-го Туркестанского корпуса, 27-й и 19-й армейские корпуса.
Частное наступление германцев привлекло к себе почти все силы 1-й русской армии, ослабив Праснышское направление, куда уже 17 февраля начали наступать 2 германских армейских корпуса (1 резервный корпус и корпус генерала Цастрова). Бои шли с переменным успехом: русские войска частично потеснили немцев, затем последние заставили отойти конницу генерала Эрдели, и в конце концов бои приняли затяжной характер.
Также 17 февраля началось наступление левого фланга группы генерала Гальвица. 1-й резервный корпус, выдвинув вперед передовые отряды, сосредоточился под Хоржеле. Правее его действовал корпус генерала Цастрова. К 18 февраля немцы незначительно продвинулись вперед на этом фланге. Их обходящая группа под командованием генерала Штабса дошла до реки Оржиц, однако не могла захватить переправу восточнее Еднорожеца, обороняемую русскими. 
18 февраля генерал Гальвиц решил ударить силами 1-гo резервного корпуса к западу от Прасныша и смять фланг 1-го Туркестанского корпуса, находившегося в Цеханове. Однако главнокомандующий германским восточным фронтом считал удар восточнее Прасныша более действительным для его захвата и отдал директиву о переходе в наступление в обход Прасныша.
Исполняя эту директиву, генерал Гальвиц 18 февраля приказал 1-му резервному корпусу своими главными силами на следующий день продвинуться восточнее Прасныша с таким расчетом, чтобы 20 февраля атаковать 1-й Туркестанский корпус русских в правый фланг и тыл. На время операции корпусу подчинялась правофланговая дивизия из состава корпуса генерала Цастрова (дивизия генерала Верница); она должна была обходить Прасныш с запада.
В это время началась оттепель, дороги стали непроходимыми. В результате 1-я резервная дивизия дошла передовыми частями до Шля, а 36-я резервная дивизия - только до Еднорожеца.
20 февраля 1-й резервный корпус обошел Прасныш с востока и юго-востока и, не встречая значительного сопротивления со стороны русских войск, построился фронтом на запад.
Для парирования обхода командир 1-го Туркестанского корпуса выслал в Щуки 2 батальона, в Голяны - до 5 батальонов и в район Макова - 2 дружины ополченцев. Однако командующий 1-й армией генерал Литвинов по-прежнему считал, что главным направлением является его левый фланг, и решительных мер по ликвидации удара немцев на Праснышском направлении не принимал. Между тем сосредоточение войск 12-й русской армии продолжалось, и к 20 февраля 2-й Сибирский корпус, закончив переброску по железной дороге, собрался в районе Остров. 1-й Сибирский корпус к этому времени находился на марше к Сероцку.

### Второй этап (с 21 по 24 февраля)
На 21 февраля 1-му германскому резервному корпусу была поставлена задача овладеть Праснышем, чтобы затем ударить в тыл 1-му Туркестанскому корпусу в направлении на Цеханов. 1-я резервная дивизия атаковала укрепленную позицию восточнее и юго-восточнее Прасныша. В результате боя русские части были отброшены с передовых позиций. 36-я резервная дивизия, направившаяся в обход к югу от Прасныша, встретила сильное сопротивление русских войск и только к вечеру смогла отбросить правый фланг 63-й пехотной дивизии, оборонявшей Прасныш. Вследствие этого с наступлением темноты с левого фланга 1-го Туркестанского корпуса было переброшено около 2 полков пехоты в Стара Весь (25 км к югу от Прасныша) для перехватывания дорог, идущих из города.
22 февраля дивизия генерала Верница вышла на шоссе Млава, Прасныш у Грудуск и восточнее его; 36-я резервная дивизия к концу дня заняла Воля Вержбовска и этим отрезала оборонявшимся в Прасныше русским частям пути отхода на Цеханов. Тогда командир 1-го Туркестанского корпуса решил временно для прикрытия путей из Цеханова загнуть правый фланг своих позиций южнее Воля Вержбовска.
23 февраля дивизия генерала Верница продвинулась своим левым флангом и вошла в соприкосновение с 1-м резервным корпусом у Воля Beржбовска. Кольцо вокруг Прасныша сомкнулось. В этот же день германцы атаковали Прасныш и овладели южной окраиной города и казармами, находившимися в восточной его части. Гарнизон Прасныша - 63-я пехотная дивизия - упорно оборонялся. Однако ввиду превосходства в силах на стороне немцев утром, около 10 часов, 24 февраля Прасныш был взят.

### Третий этап (с 25 февраля по 3 марта)
Однако после тяжёлых боёв 1-я и 12-я армии 25-27 февраля пополнились резервами. 25 февраля части 1-го и 2-го Сибирских корпусов перешли в наступление. Под давлением 1-го Сибирского корпуса 36-я рез. дивизия немцев, начала отходить. 1-й Сибирский корпус ночной атакой под Праснышем захватил большое число пленных — 2 тыс. чел. и 20 орудий. В 15 час. 30 мин. части 1-й Сибирской дивизии (1-го Сибирского корпуса) ворвались на восточную окраину Прасныша и захватили много пленных. В 10 часов 4-я Сибирская дивизия (2-го Сибирского корпуса.) атакой с севера, востока и юга ворвалась в Прасныш и также захватила пленных и трофеи (1 500 человек пленными и 6 пулемётов). К 19 часам 27 февраля Прасныш был очищен от противника.
На следующий день, 28 февраля, генерал Литвинов отдает директиву об энергичном преследовании разбитого противника. Однако преследования, в собственном смысле этого слова, организовано не было. Конные группы, приданные Сибирским корпусам, не получили конкретных задач и фактически оставались во втором эшелоне. Это позволило противнику оторваться от русских войск и организовать планомерный отход в северо-западном направлении. 28 февраля 2-й Сибирский корпус медленно продвигался за отступающим 1-м резервным корпусом немцев, 1-й Сибирский корпус наступал вдоль позиций 1-го Туркестанского корпуса, и в некоторых пунктах вследствие этого получилось смешение частей. Русская конница, отряд Химеца и другие части бездействовали по-прежнему и находились в тылу. 1-й кавалерийский корпус прибыл с опозданием и участия в преследовании не принял. 

## Результаты

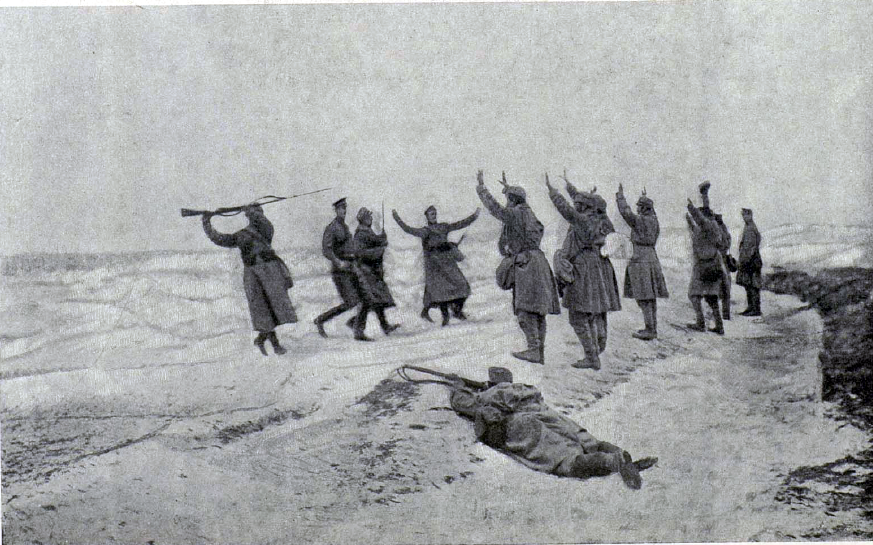
Сцена сдачи германского подразделения при обороне Прасныша (1915).

Германские войска, сумев оторваться от преследующих русских частей, отошли к Хоржеле на укрепленные позиции, где и остановились. Русские войска, подойдя к этим позициям, пытались атаковать их, но безуспешно. Не было произведено разведки позиций противника, отсутствовала артиллерийская подготовка, войска перешли в атаку неподготовленными - все это и предопределило ее неуспех. 
Большое значение для исхода операции имели действия русской конницы.
Праснышская операция закончилась тем, что немцы, заняв Прасныш, вынуждены были через два дня отдать его обратно, потеряв при этом свыше 14 000 пленными и оставив 58 орудий. Планы германского командования потерпели неудачу, ему не удалось нанести поражение русским армиям, сосредотачивавшимся на Млавском направлении (1-й и 12-й русским армиям), а, наоборот, пришлось самим отвести свои войска на укреплённые позиции к государственной границе.
По мнению историка А. В. Олейникова, немцы, заявив о своих потерях в Праснышском сражении в 13 тыс. человек, значительно занизили свои потери, ведь известно о 14 тыс. только захваченных русскими пленных немцев; немцы заявили о 12 тыс. русских пленных.
Операция оказала значительное влияние на весь ход военных действий на русском Северо-Западном фронте. После отхода 10-й русской армии из Восточной Пруссии и гибели 20-го арм. корпуса в Августовских лесах победа русских войск под Праснышем в некоторой степени способствовала укреплению положения русских армий на этом фронте, и 2 марта 10-я, 12-я и 1-я русские армии начали общее наступление с целью оттеснить немцев с линии рек Бобра и Нарева в пределы Восточной Пруссии. Стремление Людендорфа в период весенней кампании 1915 года прочно удержать фронт Влоцлавск — Млава являлось основной предпосылкой его плана окружения русских армий в Польше. Успех русских войск в Праснышской операции наряду с другими факторами расстроил германский план весенней кампании 1915 года на русском фронте.
Русские войска дрались храбро, стойко, несмотря на исключительно трудные условия снабжения. Части действовали в условиях весенней распутицы. Генерал А. М. Зайончковский отмечает, что «…в действиях западной группы русских войск можно отметить один положительный факт — это всё большее и большее вкоренение в привычку частных начальников отвечать на удар контрударом. Праснышская операция является в этом отношении положительным образцом».
Такие же качества русские войска проявили во Второй Праснышской битве